# Manuel Francisco dos Anjos Ferreira
Manuel Francisco dos Anjos Ferreira, também conhecido por Manuel dos Anjos Ferreira ou Manuel Balaio (Pau de Estopa, povoado de Coroatá, 1784 — Caxias, 1841), foi um fabricante de cestos de palha (ou balaios) que se tornou um dos mais importantes líderes da Balaiada, revolução regencial ocorrida de 1838 até 1841 no estado do Maranhão. Seu apelido se deve aos balaios que vendia entre as cidades de Coroatá e Itapecuru-Mirim. Não se sabe bem o que o levou a pegar em armas; uns dizem que foi por pura vingança contra um soldado que violentara sua filha; outros, que foi para evitar o recrutamento forçado de seus filhos.
Pequenos fazendeiros, lavradores, vaqueiros e até escravos se tornaram os principais envolvidos de uma guerra que teve início no Maranhão e se estendeu por Piauí e Ceará. Excluídos da vida política, discriminados por sua condição social e obrigados a servir no Exército, em 1838 rebelaram-se contra a elite conservadora – representada por grandes proprietários de terras e militares – e combateram durante quatro anos as tropas do Império. Mas a derrota impôs aos balaios a fama local de bandidos e bandoleiros.
Após a morte de Manuel Balaio, Cosme Bento (ex-escravo e um dos principais chefes dos "balaios") assumiu a liderança do movimento e partiu em fuga para o sertão. Daí em diante, a força dos "balaios" começou a diminuir até que, em 1840, um grande número de "balaios" rendeu-se diante da concessão da anistia. Pouco tempo depois, todos os outros igualmente se renderam. Com a completa queda dos "balaios", Cosme foi enforcado.